# Saint George Sports Club
Maillots
Actualités
Le Saint-George Sport Club (en amharique : ቅዱስ ጊዮርጊስ የእግር ኳስ ቡድን), plus couramment abrégé en Saint-George SC, est un club éthiopien de football fondé en 1936 et basé à Addis-Abeba, la capitale du pays.

## Histoire
Saint-George est  également une marque de bière, ce qui expliquerait que dans les années 1980, brewery (brasserie) a été ajouté à son nom.
Avec 55 titres, c'est le club le plus titré du pays.

## Palmarès
| Compétitions nationales |
| --- |
| \| - Championnat d'Éthiopie (31) : - Champion : 1949-50, 1965-66, 1966-67, 1969-68, 1970-71, 1974-75, 1984-85, 1985-86, 1986-87, 1989-90, 1990-91, 1991-92, 1993-94, 1994-95, 1995-96, 1998-99, 1999-00, 2001-02, 2002-03, 2004-05, 2005-06, 2007-08, 2008-09, 2009-10, 2011-12, 2013-14, 2014-15, 2015-16, 2016-17, 2022, 2023 - Coupe d'Éthiopie (10) : - Vainqueur : 1951-52, 1952-53, 1956-57, 1972-73, 1973-74, 1976-77, 1992-93, 1998-99, 2010-11, 2015-16. - Finaliste : 1994, 1997-98, 2009-10, 2012-13, 2018 - Supercoupe d'Éthiopie (14) : - Vainqueur : 1985, 1986, 1987, 1990, 1994, 1995, 1996, 2002, 2003, 2005, 2006, 2009, 2015, 2017 - Finaliste : 2000, 2001, 2008, 2011 \| |
| - Championnat d'Éthiopie (31) : - Champion : 1949-50, 1965-66, 1966-67, 1969-68, 1970-71, 1974-75, 1984-85, 1985-86, 1986-87, 1989-90, 1990-91, 1991-92, 1993-94, 1994-95, 1995-96, 1998-99, 1999-00, 2001-02, 2002-03, 2004-05, 2005-06, 2007-08, 2008-09, 2009-10, 2011-12, 2013-14, 2014-15, 2015-16, 2016-17, 2022, 2023 - Coupe d'Éthiopie (10) : - Vainqueur : 1951-52, 1952-53, 1956-57, 1972-73, 1973-74, 1976-77, 1992-93, 1998-99, 2010-11, 2015-16. - Finaliste : 1994, 1997-98, 2009-10, 2012-13, 2018 - Supercoupe d'Éthiopie (14) : - Vainqueur : 1985, 1986, 1987, 1990, 1994, 1995, 1996, 2002, 2003, 2005, 2006, 2009, 2015, 2017 - Finaliste : 2000, 2001, 2008, 2011       |

## Personnalités du club

### Présidents
- Ato Abinet Gebremeskel

### Entraîneurs
- Michael Krüger (2012 – 2014)
- Martin Koopman (2016)
- Neider dos Santos
- Carlos Manuel Vaz Pinto
- Danilo Pileggi
- Srdan Zivojhov